# Buenavista (Málaga)
Buenavista es un barrio perteneciente al distrito de Churriana de la ciudad andaluza de Málaga, España. Según la delimitación oficial del ayuntamiento, limita al norte con el barrio de Heliomar; al este, con el barrio de Lourdes; al sur, con el barrio de Finca Monsálvez; y al oeste, con el barrio de Los Manantiales.

## Transporte
En autobús queda conectado mediante las siguientes líneas de la EMT: 
| Línea | Trayecto                      | Recorrido | Frecuencia    |
| ----- | ----------------------------- | --------- | ------------- |
| 10    | Alameda Principal - Churriana | Recorrido | 25-30 minutos |